# Two Against the World (film, 1936)
Pour les articles homonymes, voir Two Against the World.
Pour plus de détails, voir Fiche technique et Distribution.
Two Against the World est un film dramatique américain réalisé par William C. McGann et sorti en 1936.
Le film est basé sur la pièce Five Star Final de Louis Weitzenkorn, c'est un remake du film du même nom sorti en 1931 avec Edward G. Robinson. L'intrigue qui se déroulait dans la rédaction d'un journal, a été transposée dans une station de radio.

## Synopsis
Le propriétaire d'une station de radio en difficulté, afin d'augmenter son audience, relance une ancienne affaire sous la forme d'un feuilleton. Les émissions créent des problèmes à la femme qui avait été initialement acquittée. Elle a eu une fille qui doit épouser un riche industriel, et la mise au grand jour des anciennes affaires menace le projet de mariage.

## Fiche technique
- Autres titres : The Case of Mrs. Pembroke (Royaume-Uni), One Fatal Hour (télévision)
- Réalisation : William C. McGann
- Scénario : Michael Jacoby, d'après une pièce de Louis Weitzenkorn
- Lieu de tournage :  Warner Brothers Burbank Studios, Californie
- Image : Sidney Hickox
- Musique : Bernhard Kaun
- Montage : Frank Magee
- Genre : Film dramatique, Film policier
- Durée : 64 minutes
- Date de sortie :
  - États-Unis : 11 juillet 1936

## Distribution
- Humphrey Bogart : Sherry Scott
- Beverly Roberts : Alma Ross
- Linda Perry : Edith Carstairs
- Carlyle Moore Jr. : Malcolm Sims Jr.
- Henry O'Neill : Jim Carstairs
- Helen MacKellar : Martha Carstairs
- Claire Dodd : Cora Latimer
- Hobart Cavanaugh : Tippy Mantus
- Harry Hayden : Dr Martin Leavenworth
- Robert Middlemass : Bertram C. Reynolds
- Clay Clement : Mr. Banning
- Douglas Wood : Malcolm Sims
- Virginia Brissac : Marion Sims
- Paula Stone : Miss Symonds
- Robert Gordon : Herman Mills
- Frank Orth : Tommy - Bartender
- Howard C. Hickman : Dr Maguire